# Leokadia Alexandrowna Kaschperowa
Leokadia Alexandrowna Kaschperowa (russisch Леокадия Александровна Кашперова, wiss. Transliteration Leokadija Aleksandrovna Kašperova; geb. 4. Maijul. / 16. Mai 1872greg. in Ljubim, Gouvernement Jaroslawl, Russisches Kaiserreich; gest. 3. Dezember 1940 in Moskau)  war eine russische und sowjetische Pianistin, Komponistin und Musikpädagogin. Sie ist bekannt als Klavierlehrerin der Komponisten Igor F. Strawinski und Alexander N. Tscherepnin.

## Leben
Sie war Schülerin von Anton Rubinstein (Klavier) und Nikolai Solowjow (Komposition). 1895 schloss sie ihr Studium am Sankt Petersburger Konservatorium ab. Ebenso wie Sandra Droucker hinterließ sie Erinnerungen an ihre Ausbildung bei Rubinstein. Sie wurde als begabte Pianistin und hervorragende Lehrerin beschrieben. Ihre Kompositionen blieben weitgehend unbekannt. Eine dem Musikverlag W. Bessel & Co. gewidmete Ausstellung der Russischen Staatsbibliothek bot 2019 die Möglichkeit, sie kennenzulernen. Im Januar 1910 nahm Kaschperowa sechs Stücke von Mili Balakirew und eine ihrer eigenen Kompositionen für das Reproduktionsklavier Welte-Mignon auf.
Kaschperowa heiratete 1918 den berühmten Revolutionär Sergei Andropow (1873–1956), der Klavierunterricht bei ihr genommen hatte. Gemeinsam mit ihm zog sie nach Rostow am Don, Odessa und schließlich 1922 zurück nach Moskau. Hier schrieb sie weiterhin Musik, trat aber nur sehr selten auf und wurde vor allem als Klavierlehrerin von Igor Strawinsky bekannt.
Zu ihren Werken zählen eine Sinfonie, eine Ouvertüre, die Kantate Orwasi (Text: Dmitri Mereschkowski), ein Klavierkonzert, Chorwerke, kammermusikalische Werke (wie die Russische Serenade und zwei Sonaten für Cello und Klavier) sowie Kunstlieder.